# Андре Парро

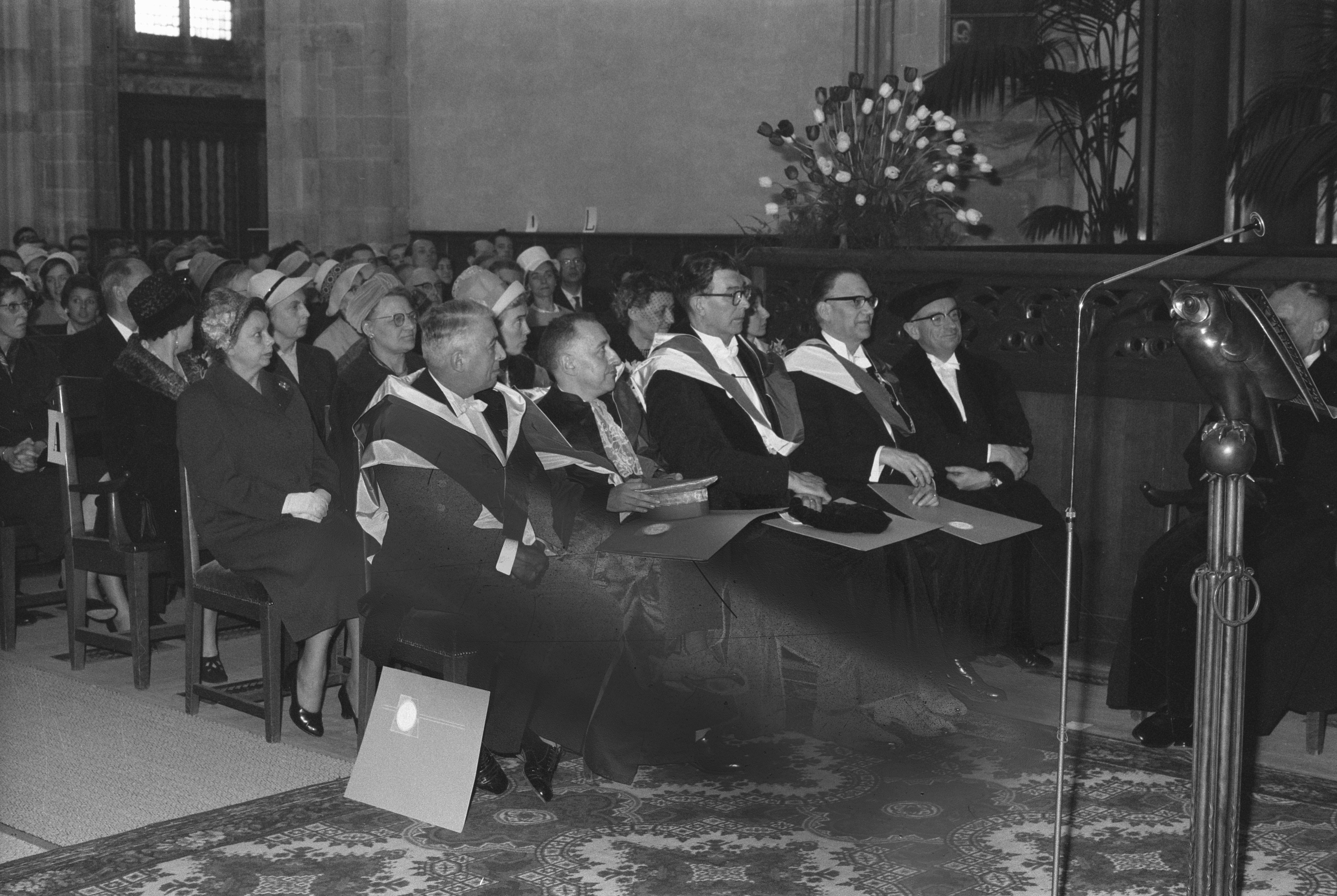
Андре Парро, Жан Карбоньє, Ганс Ван Вервеке та Жерар Кнувельдер (Утрехт, 1961)

Андре Парро (André Parrot; нар. 15 лютого 1901 року в Дезандані, департамент Ду, Франція – пом. 24 серпня 1980 року в Парижі) — французький археолог Близького Сходу.

## З біографії
Андре Парро спершу вивчав протестантське богослов'я в Сорбонні. Потім зайнявся класичними студями у Лувріській школі в Парижі, а також в Біблійній та археологіяній школі Єрусалиму (École biblique et archéologique française de Jérusalem) . З 1931 по 1933 рік він був керівником розкопок у стародавніх месопотамських містах Лагаш, Гірсу та Ларса. У 1933 році він став керівником розкопок у сирійсько-месопотамському місті Марі. Він обійматиме цю посаду приблизно протягом наступних 40 років. У 1937 році Парро став професором в Луврській школі, у 1946 році головним куратором музеїв Франції та, нарешті, директором Лувру з 1968 по 1972 рік. З 1962 року він був членом-кореспондентом Британської академії.  У 1963 році його було обрано членом Академії написів та красного письменства, а в 1967 році — членом-кореспондентом Королівської академії Бельгії. 

## Праці
- Mari (= Terra magica Bildband.) Reich, München 1953.
- Der Tempel von Jerusalem. Golgatha und das Heilige Grab (= Bibel und Archäologie. Band 2, ZDB-ID 528101-5). Evangelischer Verlag, Zollikon-Zürich 1956.
- Samaria, die Hauptstadt des Reiches Israel (= Bibel und Archäologie. Band 3). Evangelischer Verlag, Zollikon-Zürich 1957.
- Sumer. Die mesopotamische Kunst von den Anfängen bis zum 12. vorchristlichen Jahrhundert (= Universum der Kunst. Band 1, ZDB-ID 256131-1). C. H. Beck, München 1960, (4., durchgesehene, erweiterte und auf den neuesten Stand gebrachte Auflage als: Sumer und Akkad (= Universum der Kunst. Band 1). C. H. Beck, München 1983, ISBN 3-406-08999-2.
- Assur. Die mesopotamische Kunst vom 13. vorchristlichen Jahrhundert bis zum Tode Alexanders des Grossen (= Universum der Kunst. Band 2). C. H. Beck, München 1961 (2., durchgesehene und um ein Supplement erweiterte Auflage. C. H. Beck, München 1972, ISBN 3-406-03002-5).